# Bầu cử tổng thống Hoa Kỳ 1868
Cuộc bầu cử tổng thống Hoa Kỳ năm 1868 là cuộc bầu cử tổng thống bốn năm một lần lần thứ 21, được tổ chức vào Thứ Ba, ngày 3 tháng 11 năm 1868. Đây là cuộc bầu cử đầu tiên trong Kỷ nguyên Tái thiết, ứng cử viên của Đảng Cộng hòa Ulysses S. Grant đã đánh bại Horatio Seymour của Đảng Dân chủ. Đây là cuộc bầu cử tổng thống đầu tiên diễn ra sau khi Nội chiến Hoa Kỳ kết thúc và chế độ nô lệ bị bãi bỏ. Đây là cuộc bầu cử đầu tiên mà người Mỹ gốc Phi có thể bỏ phiếu ở các bang miền Nam đang trong thời gian tái thiết, theo Đạo luật Tái thiết thứ nhất.
Tổng thống đương nhiệm Andrew Johnson kế nhiệm Abraham Lincoln vào năm 1865 sau khi Lincoln bị ám sát. Johnson, một đảng viên Đảng Dân chủ chủ chiến đến từ Tennessee, từng là đồng tranh cử với Lincoln vào năm 1864 với đề cử từ Đảng Liên minh Quốc gia, vốn ra đời để thu hút các đảng viên Cộng hòa và đảng viên Đảng Dân chủ chủ chiến. Khi lên nắm quyền, Johnson đã xung đột với Quốc hội kiểm soát bởi Đảng Cộng hòa về các chính sách Tái thiết và do đó bị luận tội và suýt bị phế truất khi cách biệt phiếu bãi nhiệm và tha bổng ông chỉ là 1 phiếu. Johnson đã nhận được một số sự ủng hộ để tái tranh cử tại Đại hội toàn quốc Đảng Dân chủ năm 1868, nhưng sau một số cuộc bỏ phiếu, đại hội đã đề cử Seymour, người trước đây từng là Thống đốc New York. Đại hội toàn quốc Đảng Cộng hòa năm 1868 đã nhất trí đề cử Tướng Grant, người giữ chức Tướng tư lệnh tối cao của Liên bang vào cuối Nội chiến. Đảng Dân chủ chỉ trích các chính sách Tái thiết của Đảng Cộng hòa và "đã vận động tranh cử bằng cách chống người da đen và ủng hộ người da trắng," trong khi Đảng Cộng hòa vận động dựa trên sự nổi tiếng của Grant và chiến thắng của Liên bang trong Nội chiến.
Grant đã giành chiến thắng cách biệt trong phiếu đại cử tri, nhưng cách biệt trong phiếu phổ thông lại hẹp nhiều. Ngoài sự nổi tiếng của mình ở miền Bắc, Grant còn hưởng lợi từ các phiếu bầu của những nô lệ mới được trao tự do ở miền Nam, trong khi nhiều người da trắng ở miền Nam bị tước quyền bỏ phiếu tạm thời. Vì 3 trong số các bang cũ của Liên minh miền Nam (Texas, Mississippi và Virginia) vẫn chưa tái gia nhập Liên bang, các đại cử tri của họ không thể bỏ phiếu trong cuộc bầu cử này. Đây là lần cuối cùng Missouri ủng hộ một ứng cử viên Đảng Cộng hòa cho đến năm 1904. Đây cũng là lần cuối cùng cho đến năm 1912, Đảng Dân chủ giành được nhiều phiếu đại cử tri từ miền Bắc (46) hơn miền Nam (34), mặc dù điều này một phần là do nhiều vấn đề liên quan đến Tái thiết, và vào năm 1912, Đảng Dân chủ nổi tiếng trên môi trường chính trị toàn quốc hơn cũng như dân số miền Bắc cao hơn. Đây cũng là lần cuối cùng đảng Cộng hòa giành được nhiều phiếu phổ thông ở miền Nam hơn ở miền Bắc cho đến năm 1964, một lần nữa do các bang tái thiết như Nam Carolina hay Tennessee.

## Bối cảnh
Sau Nội chiến, quyền công dân của những cựu nô lệ là một vấn đề được tranh luận sôi nổi trong Liên bang. Grant ủng hộ các kế hoạch Tái thiết của đảng viên Đảng Cộng hòa cấp tiến trong Quốc hội, vốn theo tinh thần của Tu chính án thứ 14, cung cấp đầy đủ quyền công dân cho những cựu nô lệ, trong đó bao gồm cả quyền bầu cử. Cương lĩnh của Đảng Dân chủ đã hạ thấp các quyền này và bôi nhọ nó là "quyền thượng đẳng của người da đen" và yêu cầu khôi phục quyền của các bang, trong đó có quyền của các bang miền Nam tự quyết định xem có cho phép cựu nô lệ bỏ phiếu hay không. Các bang thuộc Liên minh miền Nam trước đây đã quyết tâm hạn chế quyền công dân của những cựu nô lệ nhằm ủng hộ ứng cử viên Đảng Dân chủ.

## Đề cử

### Đề cử của Đảng Cộng hòa
| Đề cử của Đảng Cộng hòa năm 1868                |                                           |
| Ulysses S. Grant                                | Schuyler Colfax                           |
| cho Tổng thống                                  | cho Phó Tổng thống                        |
|                                                 |                                           |
| Tướng tư lệnh Lục quân Hoa Kỳ thứ 6 (1864–1869) | Chủ tịch Hạ viện thứ 25 small>(1863–1869) |
|                                                 |                                           |

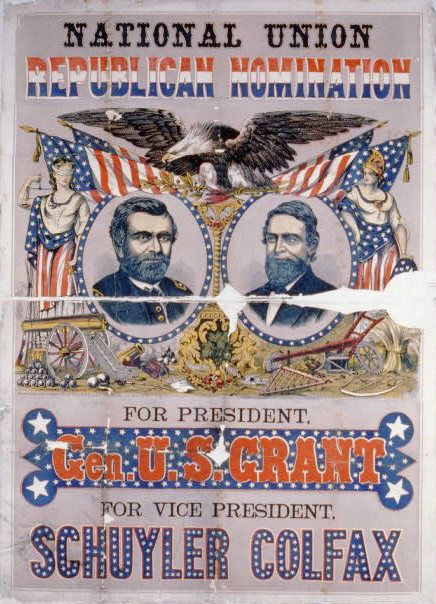
Áp phích chiến dịch tranh cử của liên danh Grant/Colfax

Năm 1868, Đảng Cộng hòa đã cảm thấy đủ nổi tiếng để không dùng tên Đảng Liên minh Quốc gia nữa, họ muốn đề cử một anh hùng nổi tiếng cho vị trí tổng thống. Tướng Ulysses S. Grant vốn tự tuyên bố bản thân là đảng viên Cộng hòa và do đó được nhất trí đề cử trong lần bỏ phiếu đầu tiên với tư cách là ứng cử viên Tổng thống của đảng tại đại hội đảng Cộng hòa ở Chicago, được tổ chức từ ngày 20 đến 21 tháng 5 năm 1868. Chủ tịch Hạ viện Schuyler Colfax, một đảng viên Đảng Cộng hòa cấp tiến từ Indiana, đã được đề cử làm Phó Tổng thống trong lần bỏ phiếu thứ sáu, đánh bại Thượng nghị sĩ Benjamin Wade từ Ohio.
Cương lĩnh của Đảng Cộng hòa ủng hộ quyền đi bầu cử của người da đen như một lời hứa theo tinh thần của Tu chính án thứ 14 rằng những cựu nô lệ có đầy đủ quyền công dân. Họ phản đối việc sử dụng đồng bạc xanh để mua lại trái phiếu Hoa Kỳ, khuyến khích nhập cư, tán thành các quyền đầy đủ cho công dân nhập tịch và ủng hộ Tái thiết khác với các chính sách khoan dung hơn của Tổng thống Andrew Johnson.

### Đề cử của Đảng Dân chủ

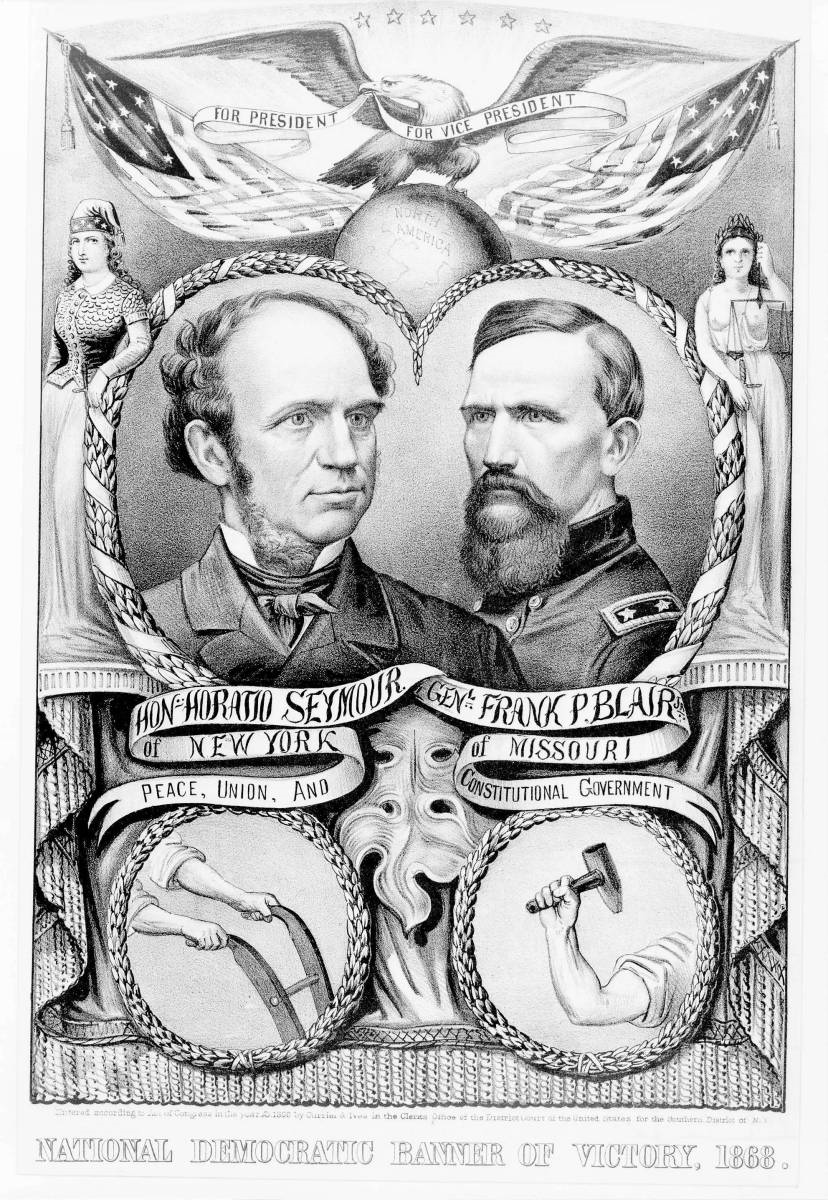
Áp phích chiến dịch tranh cử của liên danh Seymour/Blair

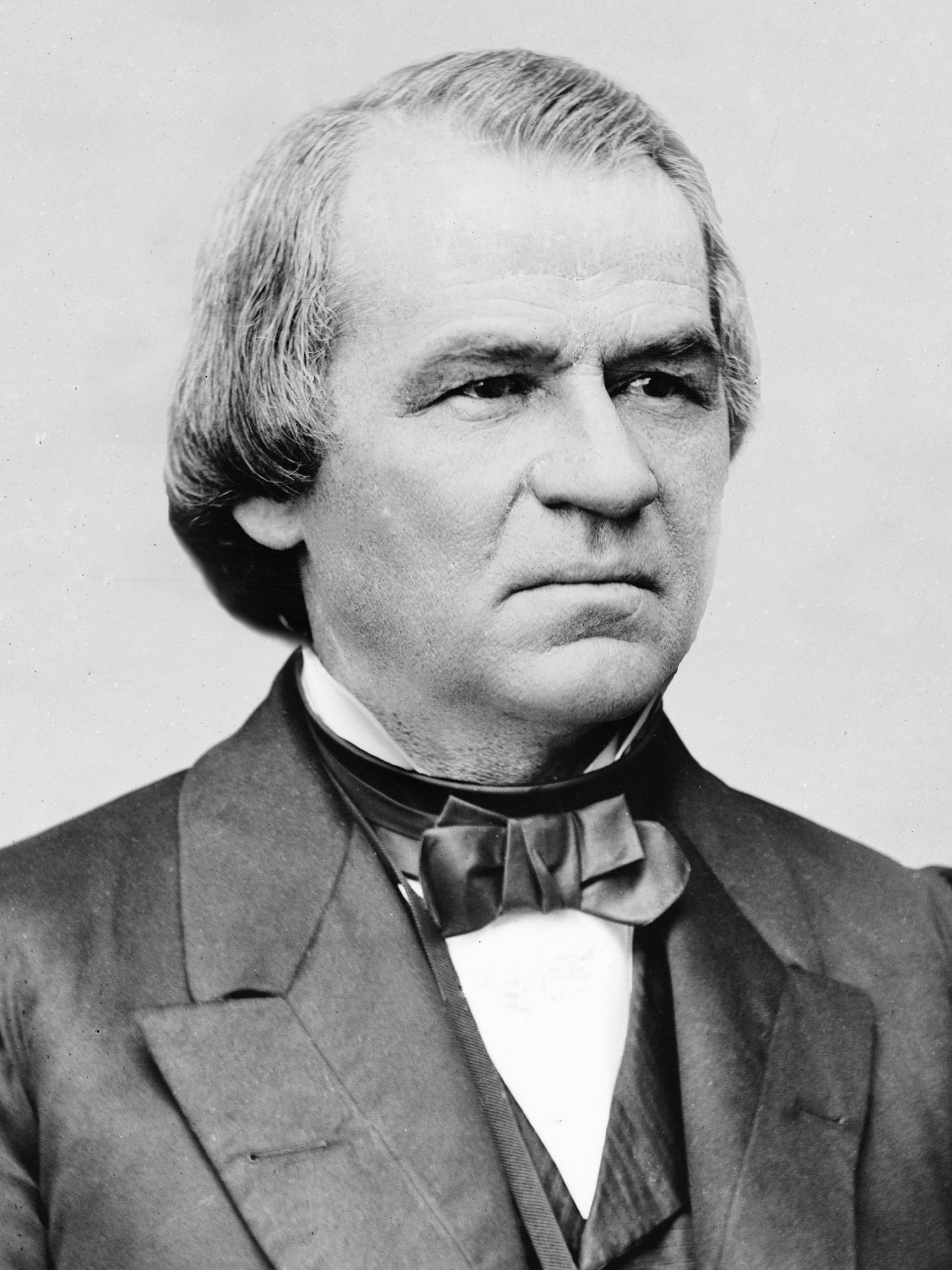
Andrew Johnson, tổng thống đương nhiệm vào năm 1868, người sẽ hết nhiệm kỳ vào ngày 4 tháng 3 năm 1869

| Đề cử của Đảng Dân chủ năm 1868                   |                                                                              |
| Horatio Seymour                                   | Francis Preston Blair Jr.                                                    |
| cho Tổng thống                                    | cho Phó Tổng thống                                                           |
|                                                   |                                                                              |
| Thống đốc New York thứ 18 (1853–1854 & 1863–1864) | Dân biểu Hoa Kỳ từ khu 1, Missouri (1857–1859, 1860, 1861–1862, & 1863–1864) |
| Chiến dịch                                        |                                                                              |
|                                                   |                                                                              |

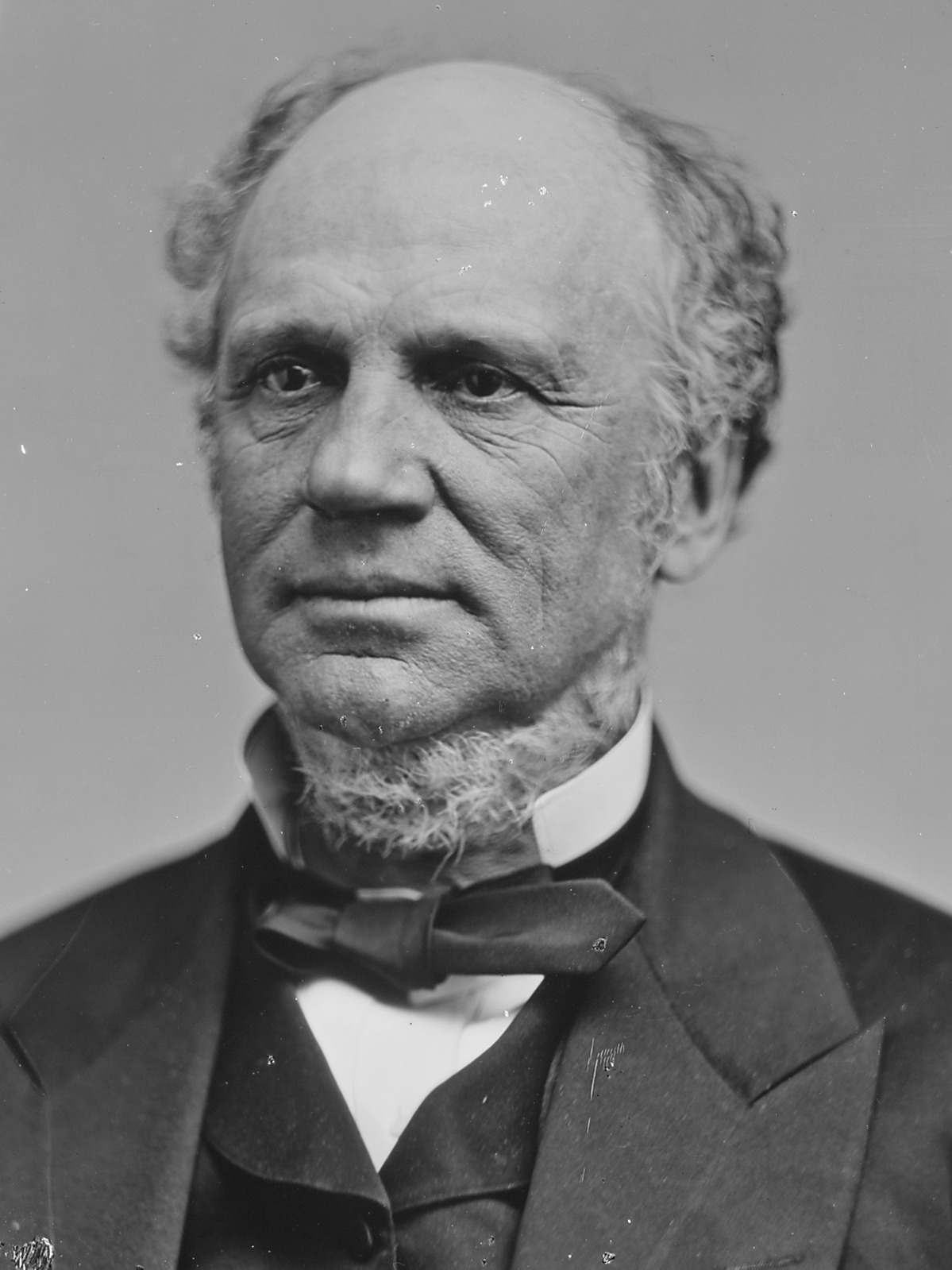
Cựu Thống đốc Horatio Seymour từ New York
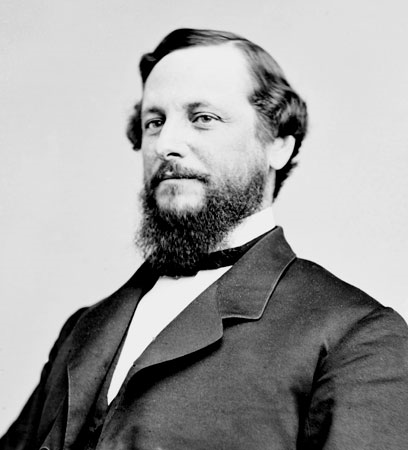
Cựu Dân biểu George H. Pendleton từ Ohio
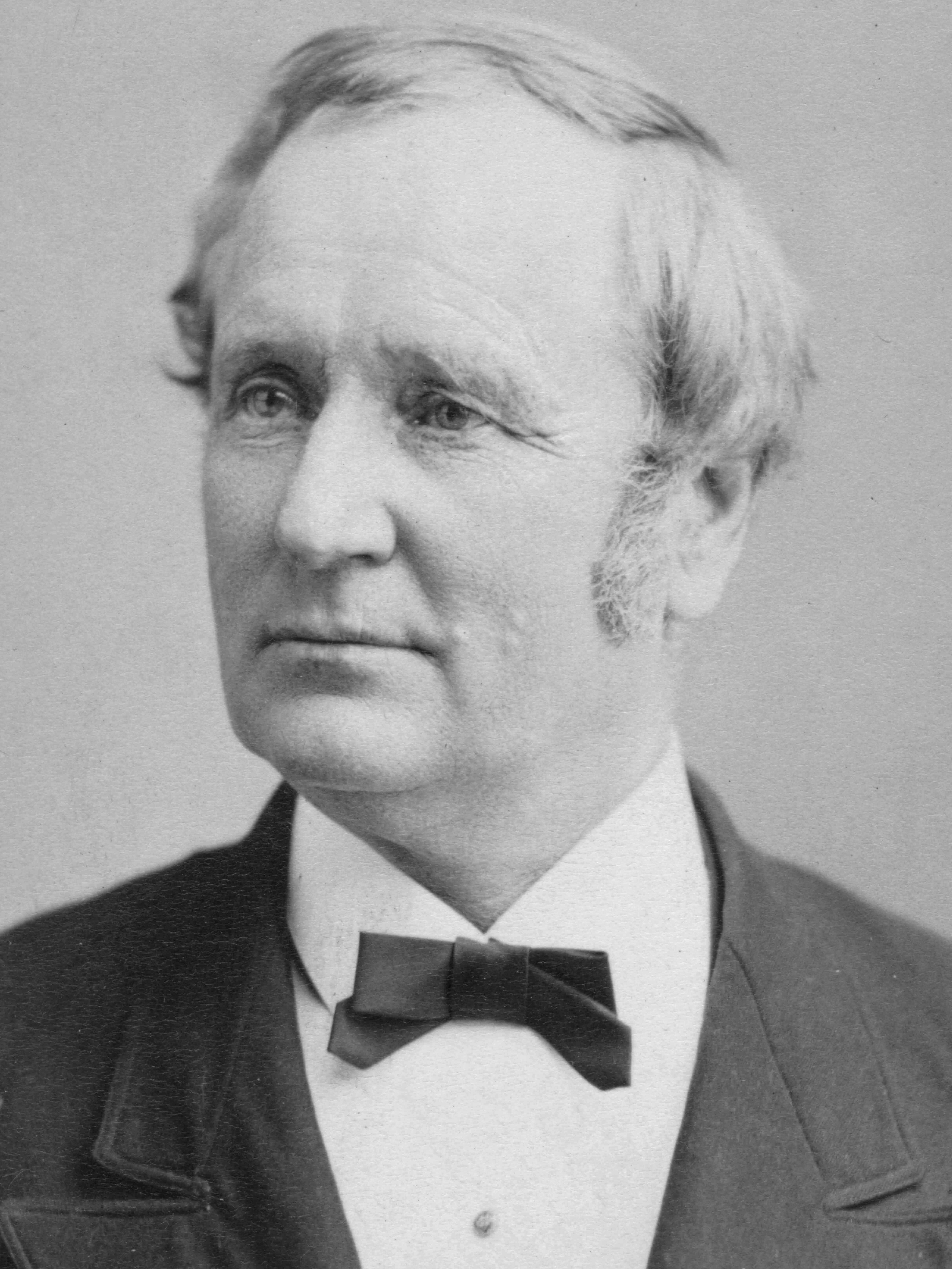
Thượng nghị sĩ Thomas A. Hendricks từ Indiana
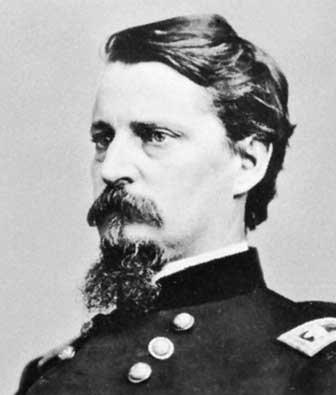
Tướng Winfield Scott Hancock từ Pennsylvania
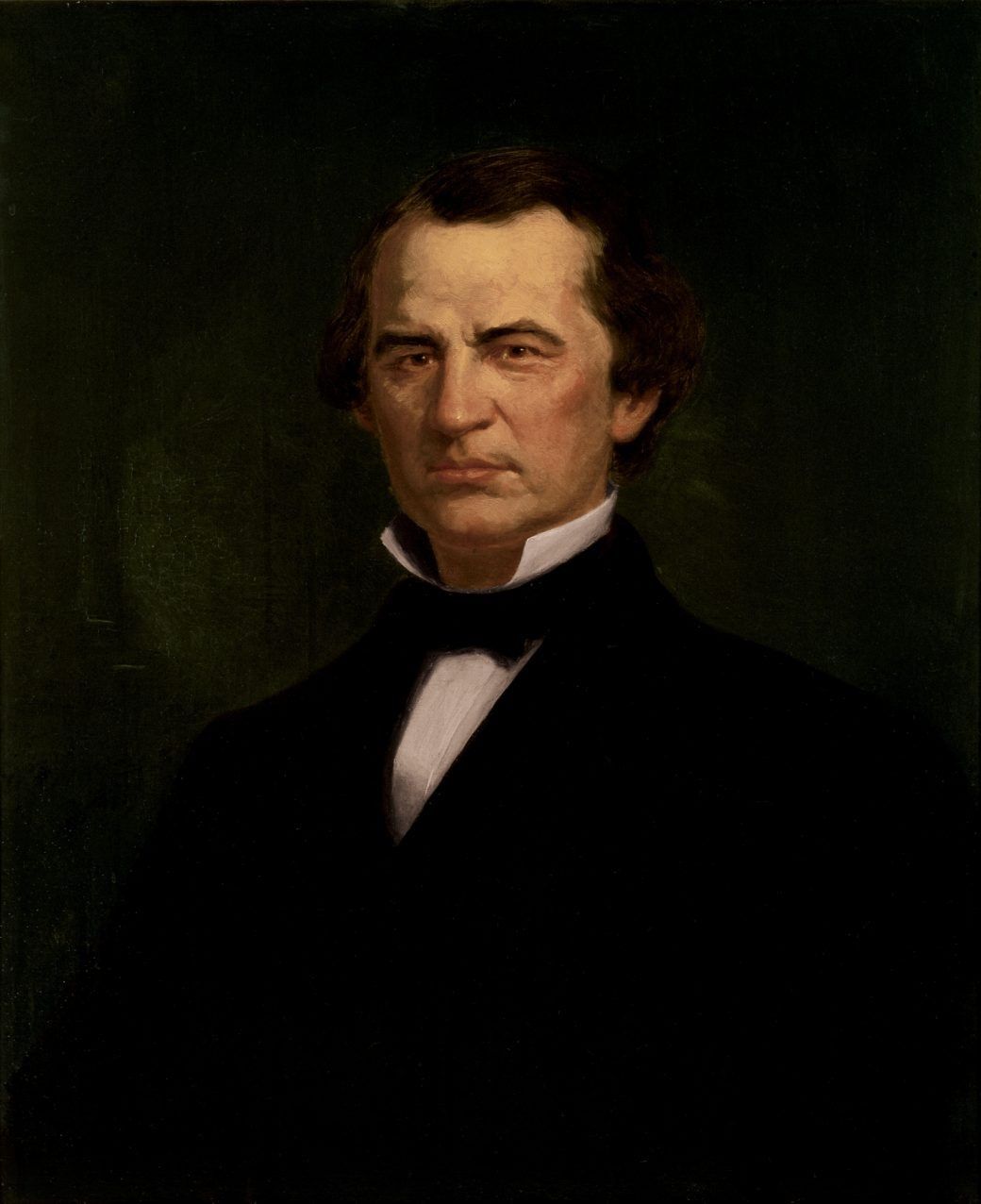
Tổng thống đương nhiệm Andrew Johnson
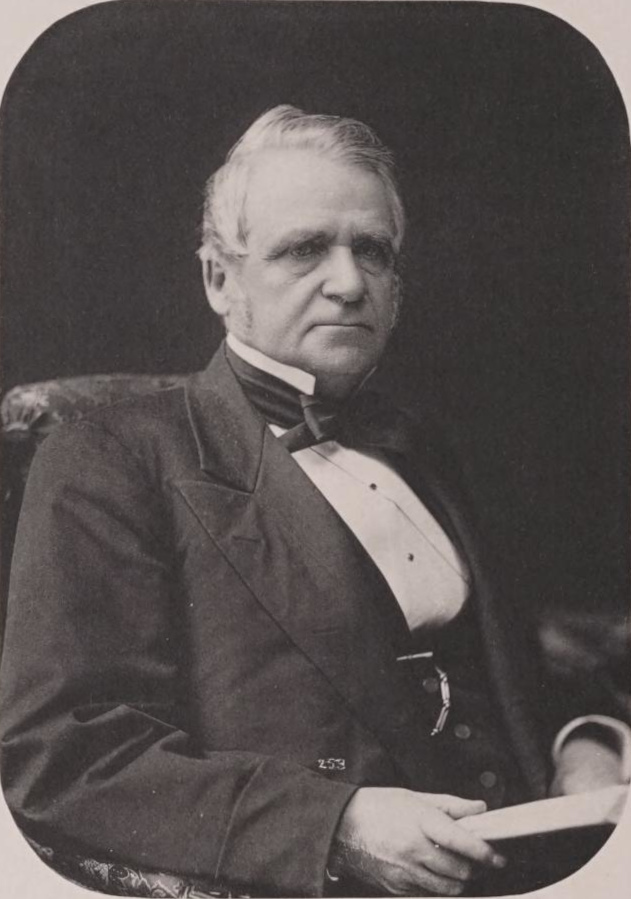
Cựu Phó Thống đốc Sanford E. Church từ New York

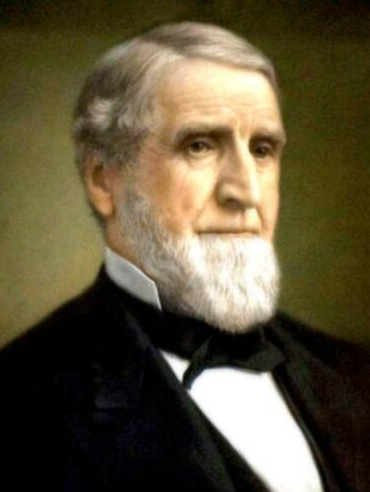
Cựu Dân biểu Asa Packer từ Pennsylvania
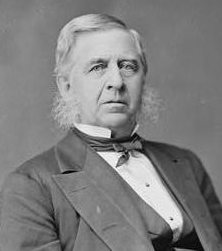
Thống đốc James E. English từ Connecticut
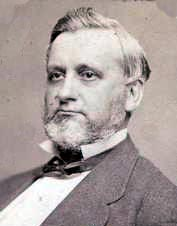
Cựu Thống đốc Joel Parker từ New Jersey
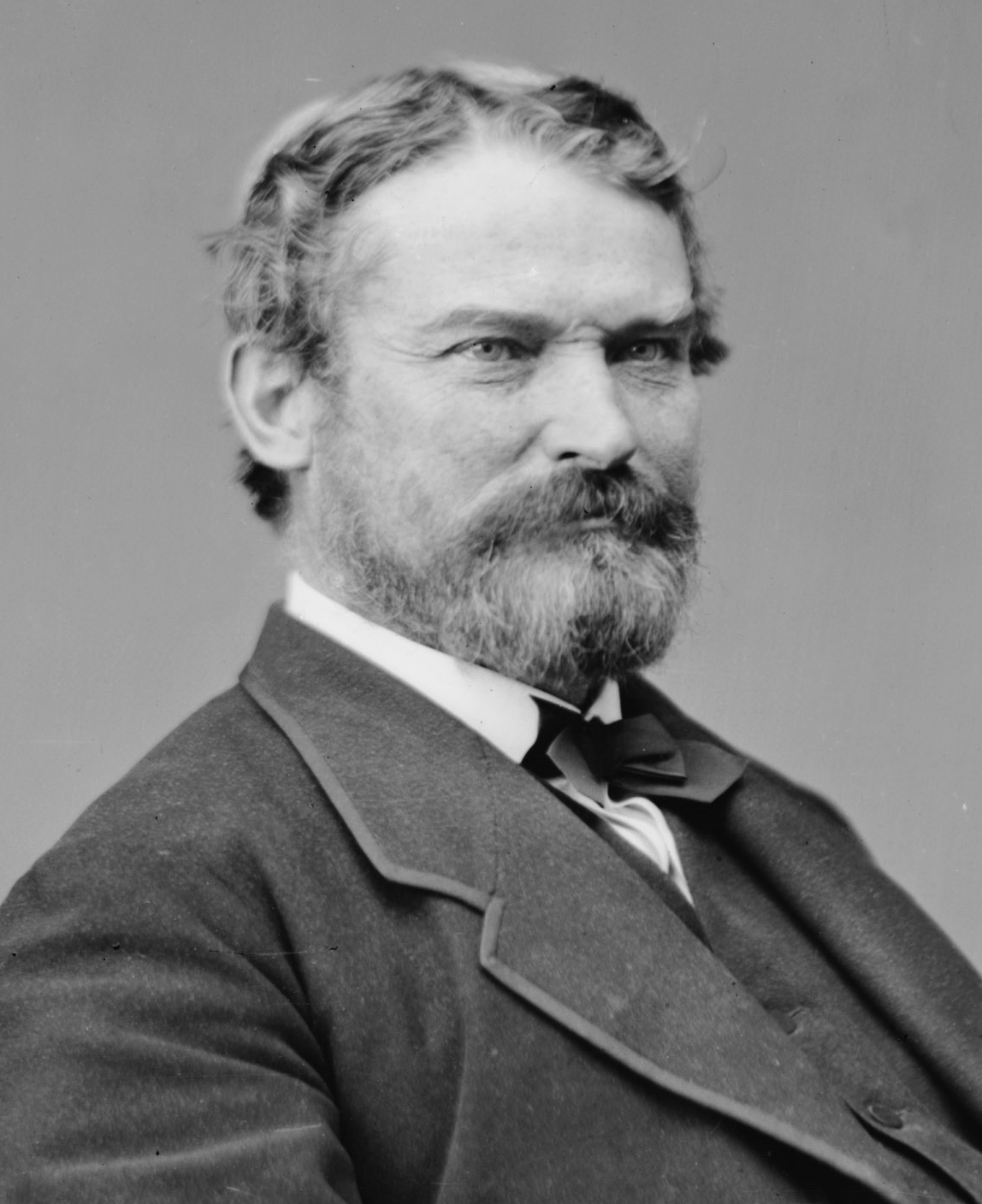
Thượng nghị sĩ James Rood Doolittle từ Wisconsin
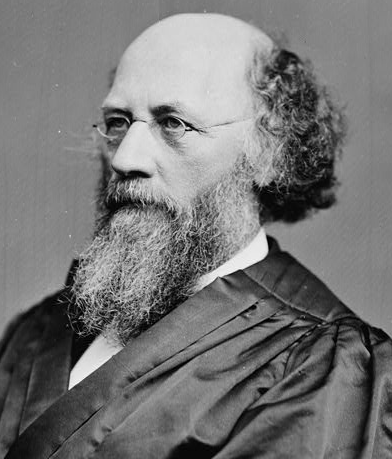
Thẩm phán Đồng nhiệm Stephen J. Field từ California
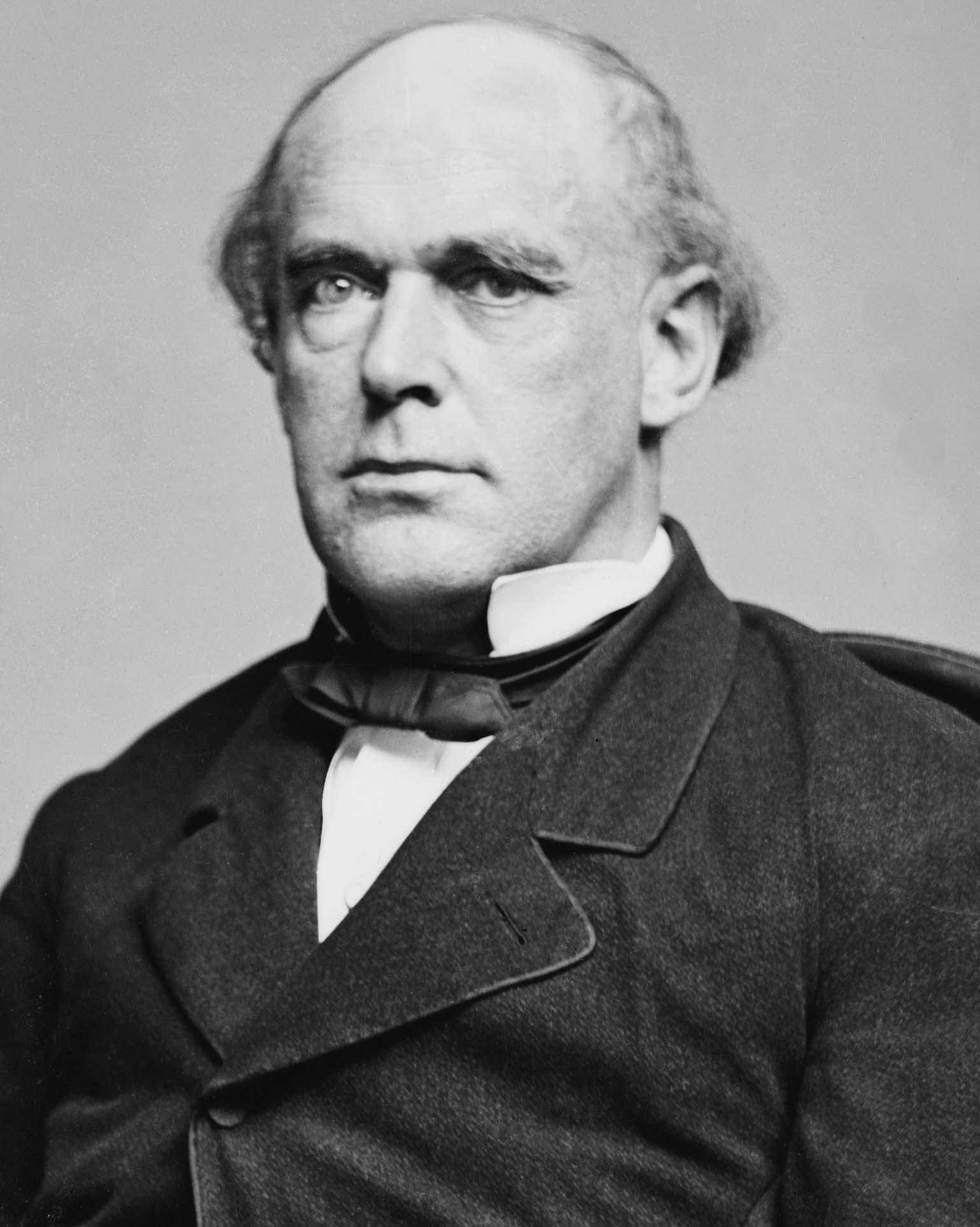
Chánh án Salmon P. Chase từ Ohio

Đại hội toàn quốc Đảng Dân chủ được tổ chức tại thành phố New York từ ngày 4 đến ngày 9 tháng 7 năm 1868. Người dẫn đầu trong những cuộc bỏ phiếu đầu là George H. Pendleton (ứng cử viên Phó Tổng thống của đảng Dân chủ năm 1864), người đã dẫn đầu trong 15 lần bỏ phiếu đầu tiên, theo sau là Tổng thống Johnson, Winfield Scott Hancock, Sanford Church, Asa Packer, Joel Parker, James E. English, James Rood Doolittle, và Thomas A. Hendricks. Johnson vốn không được ưa chuộng, trước đó đã may mắn giữ được vị trí của mình sau cuộc luận tội, chỉ giành được 65 phiếu bầu trong lần bỏ phiếu đầu tiên, ít hơn một phần ba tổng số phiếu bầu cần thiết để được đề cử, và do đó đã thua cuộc bầu cử tổng thống ngay từ vòng sơ bộ.
Trong khi đó, chủ tịch Đại hội Horatio Seymour, cựu thống đốc New York, nhận được 9 phiếu trong lần bỏ phiếu thứ tư từ North Carolina. Động thái bất ngờ này đã tạo nên "sự cổ vũ lớn và nhiệt tình" cho ông, nhưng Seymour ban đầu từ chối.
Đến lần bỏ phiếu thứ 7, Pendleton và Hendricks đã nổi lên như hai ứng cử viên dẫn đầu, với Hancock là ứng cử viên duy nhất khác nhận được nhiều sự ủng hộ. Sau nhiều lần bỏ phiếu, John T. Hoffman, Francis P. Blair và Stephen Johnson Field đã lần lượt được xướng tên, nhưng không ứng cử viên nào trong số này nhận được sự ủng hộ đáng kể.
Trong suốt 21 lần bỏ phiếu, các ứng cử viên đã xâu xé lẫn nhau qua nhiều vấn đề: người miền Đông thì cạnh tranh với miền Tây, những người bảo thủ thì cạnh tranh với những người cấp tiến. Sự ủng hộ dành cho Pendleton đã chấm dứt sau lần bỏ phiếu thứ 15, nhưng số phiếu ủng hộ nghiêng về Hancock chứ không phải Hendricks, khiến đại hội càng rơi vào bế tắc. Họ đã xác định rằng bản thân họ chắc chắn sẽ không được đề cử tổng thống; vì họ cần đạt 2/3 số phiếu của đại hội, do đó, một ứng cử viên thỏa hiệp cần được tìm ra thay vì đề cử 2 người trên. Seymour vẫn hy vọng người đó sẽ là Chánh án Salmon P. Chase, nhưng trong lần bỏ phiếu thứ 22, trưởng phái đoàn Ohio tuyên bố ủng hộ Seymour làm ứng cử viên của đảng. Trong khoảnh khắc đó, Seymour phải chờ cho những tiếng reo hò lắng xuống trước khi ông có thể từ chới đề nghị này. Dẫu đã từ chối, ông vẫn được các đại biểu ủng hộ cho vị trí ứng cử viên. Lặp lại lời từ chối, Seymour định rời sân khấu để nghỉ ngơi. Ông vừa rời khỏi hội trường thì trưởng phái đoàn Ohio hét lên rằng phái đoàn của ông sẽ không chấp nhận lời từ chối của Seymour; trưởng phái đoàn của Utah cũng đứng lên và nói rằng Seymour là người mà họ cần tìm. Trong khi Seymour đang vắng mặt ở phòng họp, đại hội đã nhất trí đề cử ông làm tổng thống.
Quá mệt mỏi với vị trí Tổng thống, các đại biểu đã nhất trí đề cử Tướng Francis Preston Blair, Jr. làm Phó Tổng thống trong lần bỏ phiếu đầu tiên sau khi John A. McClernand, Augustus C. Dodge và Thomas Ewing, Jr., rút lui. Việc đề cử Blair là cách để cân bằng vùng miền trong liên danh tranh cử của đảng.

## Tổng tuyển cử

### Chiến dịch

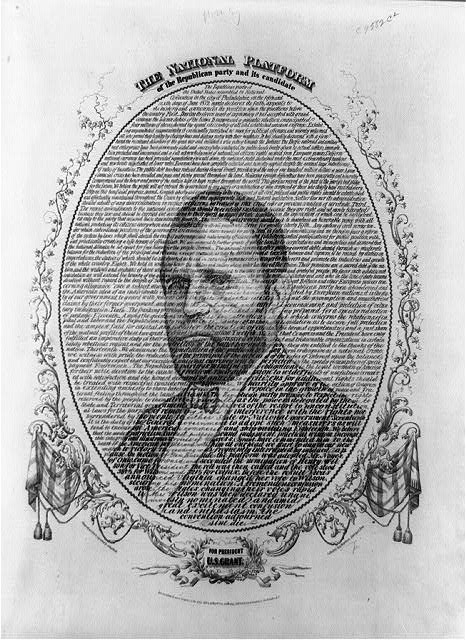
Áp phích chiến dịch của Đảng Cộng hòa.

Chiến dịch năm 1868 của cả Horatio Seymour và Ulysses S. Grant đều được tiến hành rất sôi nổi, phần lớn tranh cãi về vấn đề Tái thiết nên được tiến hành như thế nào.
Chiến dịch của Seymour ghi dấu ấn bằng những lời kêu gọi phân biệt chủng tộc rõ ràng với nhiều lần cố gắng gán cho Tướng Grant là ứng cử viên của "người da đen" và Seymour là ứng cử viên của "người da trắng". Quân lệnh bài Do Thái do Grant ban hành trong Nội chiến là một vấn đề của toàn chiến dịch. Ông đã buộc phải lên tiếng xin lỗi trong một lá thư về quân lệnh gây tranh cãi của mình, giải thích rằng bản thân ông không ủng hộ quân lệnh đó dù đích thân ông là người ban hành. Trên thực tế, trong những ngày còn tại ngũ, ông đã có lần ghé thăm một cửa hàng địa phương do hai anh em nhà Seligman, những thương gia người Do Thái, làm chủ. Họ sau này đã trở thành những người bạn trong suốt cuộc đời Grant. Họ dần trở nên giàu có và là những người đã quyên góp rất nhiều cho chiến dịch tranh cử tổng thống của Grant.

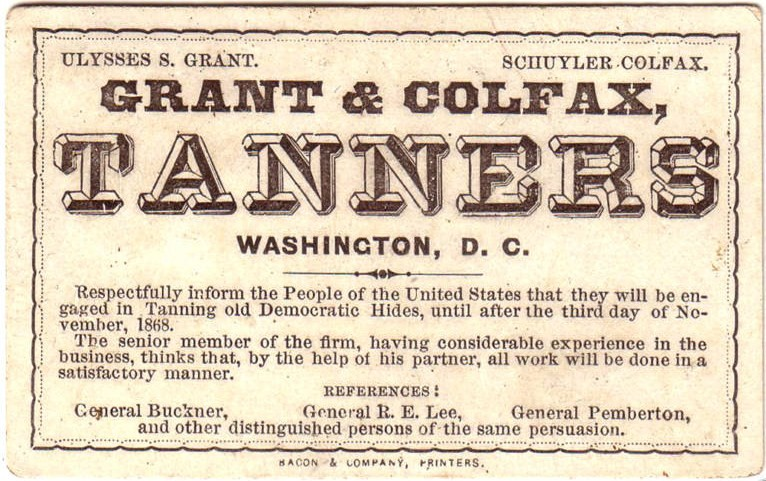
Một thẻ chiến dịch của Grant/Colfax

Grant không tham gia tích cực vào chiến dịch của mình và không hứa hẹn điều gì. Nhưng đảng Cộng hòa đã trích dẫn câu "Hãy để chúng ta có hòa bình" từ lá thư chấp nhận đề cử của ông làm châm ngôn và lời hứa với cử tri suốt cuộc bầu cử. Sau 4 năm Nội chiến đẫm máu, 3 năm tranh cãi về Tái thiết và nỗ lực luận tội một Tổng thống, dân chúng đã khao khát từ lâu một quốc gia hòa bình mà Grant và đảng Cộng hòa cam kết sẽ gây dựng khi lên nắm quyền.

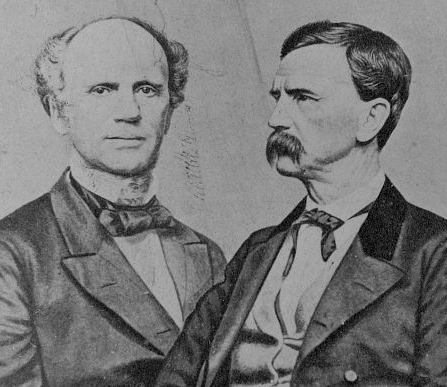
Ảnh chiến dịch của Seymour/Blair

Seymour không phản hồi bất kỳ cáo buộc giả mạo nào chống lại ông, nhưng đã có một số bài phát biểu quan trọng. Một số tờ báo đã hiểu nhầm những việc làm của ông. Với tư cách là thống đốc, Seymour đã từng gửi quân viện trợ Liên bang tới Trận Gettysburg, nhưng một số tờ báo đã cố gắng miêu tả ông là một người không trung thành với Liên bang. Tờ New York Tribune đăng những bức ảnh châm biếm mô tả Seymour đứng trên bậc thềm của Tòa Thị chính và gọi đám đông những kẻ nổi dậy ở New York là "các bạn của tôi". Hartford Post miêu tả ông là "gần giống với một xác chết" giống như cựu Tổng thống James Buchanan vừa qua đời. Ngoài ra, các đảng viên Cộng hòa cáo buộc rằng gia đình Seymour bị tâm thần, lấy bằng chứng với việc cha ông tự sát.
Blair đã bắt đầu diễn thuyết trên toàn quốc, ở đó ông sử dụng rất nhiều thuật ngữ phân biệt chủng tộc, thậm chí hạ nhục người da đen bằng nhiều lời lẽ ghê tởm. Vì đó, đảng Cộng hòa kêu gọi người Mỹ không bỏ phiếu cho Seymour, vì Seymour vốn không muốn làm Tổng thống nên nhiều khả năng khi đắc cử, ông sẽ từ chức và Blair sẽ kế vị ông.
Blair nổi tiếng là người thẳng thắn và các bài phát biểu trong chiến dịch tranh cử của ông vào năm 1868 đã tấn công nhiều đảng viên Đảng Cộng hòa Cấp tiến.  Samuel J. Tilden, một thành viên của Ủy ban toàn quốc Đảng Dân chủ, đã yêu cầu Blair hạn chế vận động tranh cử ở Missouri và Illinois vì sợ rằng ông ấy sẽ phá hỏng những nỗ lực của Đảng Dân chủ trong cuộc bầu cử.
Seymour, người không đóng vai trò tích cực trong chiến dịch cho đến thời điểm đó, đã tham gia vận động, tìm cách lái chiến dịch khỏi các bài phát biểu của Blair. Seymour nhấn mạnh rằng những thay đổi ở miền Nam nên được thực hiện ở cấp tiểu bang, không có sự can thiệp của Liên bang. Đảng Dân chủ đã vận động để tái kết nạp ngay lập tức tất cả các bang từng ly khai, cấp cho họ quyền bầu cử ở các bang và ân xá những hành vi phạm pháp trong thời Nội chiến. Ông cũng nhấn mạnh rằng Tổng thống và Tòa án Tối cao nên được tôn trọng hơn là bị tấn công, như ông tuyên bố Đảng Cộng hòa đã làm trong nhiệm kỳ của Johnson.

### Kết quả
Horatio Seymour giành được 2.708.744 phiếu bầu trong khi Grant nhận được 3.013.650 phiếu.
Sự sít sao trong số phiếu phổ thông đã gây ngạc nhiên cho giới tinh hoa chính trị vào thời điểm đó. Dân biểu Đảng Cộng hòa James G. Blaine cho rằng đa số mong manh mà Grant giành được là "một sự thật rất đáng kinh ngạc." Ngay cả Blaine cũng thể giải thích được vì sao Đảng Dân chủ lại giành được nhiều phiếu bầu như vậy. Dù cách biệt số phiếu phổ thông rất hẹp, Seymour đã để mất toàn bộ số phiếu đại cử tri tại một số bang miền Bắc như Indiana, Connecticut và Pennsylvania. Nhiều người nghi ngờ những người da trắng bị tước quyền bầu cử ở miền Nam đã lén lút đi bầu cho Seymour dù không có bằng chứng cụ thể.
Đảng Dân chủ để thua ở hầu hết bang miền Nam, nơi những người Mỹ gốc Phi mới được trả tự do đã bỏ phiếu ủng hộ Grant với số lượng rất lớn. Đảng Cộng hòa thắng mọi bang miền Nam ngoại trừ Georgia và Louisiana, nơi sự tàn bạo của Ku Klux Klan cũng như cái gọi là "Hiệp sĩ Da trắng Camelia" và gian lận bầu cử đã mang lại chiến thắng cho đảng Dân chủ.
Đảng Dân chủ thắng áp đảo ở các bang vùng biên như Kentucky, Maryland và Delaware, với Kentucky thì người dân căm ghét những người theo chủ nghĩa Tái thiết Cấp tiến Cực đoan, điều này đã dẫn đến chính quyền đầu tiên sau Nội chiến của bang gần như hoàn toàn bao gồm các thành viên Liên minh cũ. Không có ứng cử viên tổng thống nào của Đảng Dân chủ trước hoặc sau đó đạt được tỷ lệ ủng hộ cao như vậy ở Kentucky  hay Maryland,  nơi người dân căm ghét quyền bầu cử của người da đen. Đối với Delaware,  đảng Dân chủ chỉ có liên danh Johnson/Humphrey năm 1964 và liên danh Obama/Biden năm 2008 có tỷ lệ ủng hộ cao hơn.
Hai bang vùng biên, Missouri và Tây Virginia, đều mang về chiến thắng cho Đảng Cộng hòa. Seymour đã thắng ở bang New York quê hương của mình một cách sít sao, nhưng Blair lại bị tẩy chay tuyệt đối tại Missouri quê hương ông. Đảng viên Đảng Dân chủ Missouri vui mừng chế giễu ông rằng: "Tướng Blair bị tẩy chay tại phường của ông ấy, thành phố của ông ấy, quận của ông ấy và bang của ông ấy." Ở Tây Virginia, những người theo Liên minh miền Nam trước đây tạm thời bị cấm bỏ phiếu hoặc giữ các chức vụ công. Kết quả là khoảng 15.000 đến 25.000 cư dân da trắng đã bị tước quyền.
Trong số 1.708 quận tái gia nhập, Grant giành được 991 (58,02%) và Seymour 713 (41,74%). Bốn quận (0,23%) chia đều cho Grant và Seymour. Do đó, Đảng Dân chủ, ngay cả khi phải gánh chịu mọi tai tiếng của chiến tranh, chỉ chiếm được ít hơn 278 quận so với Đảng Cộng hòa. Điều đó đã giúp củng cố sự nổi tiếng của đảng ở cấp cơ sở trong các cuộc bầu cử địa phương năm 1867.
Cuộc bầu cử năm 1868 là cuộc bầu cử duy nhất kể từ Nội chiến mà hai ứng cử viên của đảng lớn cùng nhau giành được hơn 99,9% số phiếu bầu trên cả nước. Trong tổng số hơn 5,7 triệu phiếu bầu, chỉ có 46 phiếu bầu cho người "khác" mà không phải Grant hay Seymour.
Đây là cuộc bầu cử cuối cùng mà Đảng Cộng hòa thắng ở Tennessee cho đến năm 1920, cuộc bầu cử cuối cùng Đảng Dân chủ thắng ở Oregon cho đến năm 1912, và cuộc bầu cử cuối cùng Đảng Cộng hòa thắng Missouri cho đến năm 1904.
Việc Grant thua Seymour ở New York với cách biệt 10.000 phiếu bầu là nguồn gốc khiến các đảng viên Cộng hòa xấu hổ và tức giận. Chiến thắng của Seymour ở New York đã dẫn đến một cuộc điều tra liên bang. Vào ngày 4 tháng 11, Horace Greeley phát biểu tại Union League Club và sau đó ULC đã nhanh chóng kiến nghị Quốc hội xem xét đièu tra cuộc bỏ phiếu của bang. Bản kiến nghị đã được trình lên Hạ viện vào ngày 14 tháng 12 và được chấp thuận với tỷ lệ số phiếu 134-35 (52 phiếu trắng). Chủ tịch Hạ viện Schuyler Colfax, ứng cử viên Phó Tổng thống của Đảng Cộng hòa, đã chỉ định một ủy ban gồm 7 người: 5 thành viên Đảng Cộng hòa và 2 thành viên Đảng Dân chủ. Ủy ban được thành lập được cho là vì Đảng Cộng hòa vẫn cho rằng mình không thể để mất New York mà không có bất kỳ sự phản đối nào. Cuộc điều tra được báo cáo lên Hạ viện vào ngày 23 tháng 2 năm 1869. Ủy ban quyết định không thực hiện bất kỳ điều tra nào và Seymour đã giữ được 33 phiếu đại cử tri từ New York.

Theo người viết tiểu sử của Seymour, Stewart Mitchell, Đảng Cộng hòa đã tuyên bố có công trong việc cứu Liên bang và quyết tâm tiếp tục cai trị nó. Tỷ lệ đa số phổ thông của Grant phần lớn đến từ tỷ lệ ủng hộ cao trong số nửa triệu người đàn ông hoặc người da màu mới được trao quyền. Chiến lược này tương phản mạnh mẽ với những năm sau đó, khi các đảng viên Cộng hòa khổng thể ngăn chặn việc tước quyền bầu cử của người da đen ở các bang thuộc Liên minh miền Nam trước đây, vì họ có nhiều phiếu bầu mới và an toàn hơn ở các bang mới ở miền Tây Hoa Kỳ.
| \| Phiếu Phổ thông \| Phiếu Phổ thông \| Phiếu Phổ thông \| Phiếu Phổ thông \| Phiếu Phổ thông \| \| --------------- \| --------------- \| --------------- \| --------------- \| --------------- \| \| \| \| \| \| \| \| Grant \| Grant \| \| 52.66% \| 52.66% \| \| Seymour \| Seymour \| \| 47.34% \| 47.34% \| \| Khác \| Khác \| \| 0.00% \| 0.00% \| |         |  |        |        |
| Phiếu Phổ thông |         |  |        |        |
| |         |  |        |        |
| Grant | Grant   |  | 52.66% | 52.66% |
| Seymour | Seymour |  | 47.34% | 47.34% |
| Khác | Khác    |  | 0.00%  | 0.00%  |

| \| Phiếu Đại cử tri \| Phiếu Đại cử tri \| Phiếu Đại cử tri \| Phiếu Đại cử tri \| Phiếu Đại cử tri \| \| ---------------- \| ---------------- \| ---------------- \| ---------------- \| ---------------- \| \| \| \| \| \| \| \| Grant \| Grant \| \| 72.79% \| 72.79% \| \| Seymour \| Seymour \| \| 27.21% \| 27.21% \| |         |  |        |        |
| Phiếu Đại cử tri |         |  |        |        |
| |         |  |        |        |
| Grant | Grant   |  | 72.79% | 72.79% |
| Seymour | Seymour |  | 27.21% | 27.21% |

| Ứng cử viên Tổng thống         | Đảng                           | Bang nhà                       | Phiếu Phổ thông(a)             | Phiếu Phổ thông(a)             | Phiếu Đại cử tri (a) | Đồng tranh cử              | Đồng tranh cử | Đồng tranh cử        |
| Ứng cử viên Tổng thống         | Đảng                           | Bang nhà                       | Số phiếu                       | %                              | Phiếu Đại cử tri (a) | Ứng cử viên Phó Tổng thống | Bang nhà      | Phiếu Đại cử tri (a) |
| ------------------------------ | ------------------------------ | ------------------------------ | ------------------------------ | ------------------------------ | -------------------- | -------------------------- | ------------- | -------------------- |
| Ulysses S. Grant               | Cộng hòa                       | Illinois                       | 3.013.650                      | 52,66%                         | 214                  | Schuyler Colfax Jr.        | Indiana       | 214                  |
| Horatio Seymour                | Dân chủ                        | New York                       | 2.708.744                      | 47,34%                         | 80                   | Francis Preston Blair Jr.  | Missouri      | 80                   |
| Khác                           | Khác                           | Khác                           | 46                             | <0,01%                         | —                    | Khác                       | Khác          | —                    |
| Tổng cộng                      | Tổng cộng                      | Tổng cộng                      | 5.722.440                      | 100%                           | 294                  |                            |               | 294                  |
| Cần thiết để giành chiến thắng | Cần thiết để giành chiến thắng | Cần thiết để giành chiến thắng | Cần thiết để giành chiến thắng | Cần thiết để giành chiến thắng | 148                  |                            |               | 148                  |

(a)Mississippi, Texas và Virginia không tham gia cuộc bầu cử năm 1868 do chưa tái gia nhập Liên bang. Tại Florida, cơ quan lập pháp của bang đã bỏ phiếu đại cử tri cho Grant với tỷ lệ phiếu 40-9.

### Thư viện kết quả

Kết quả theo quận

#### Kết quả theo bản đồ

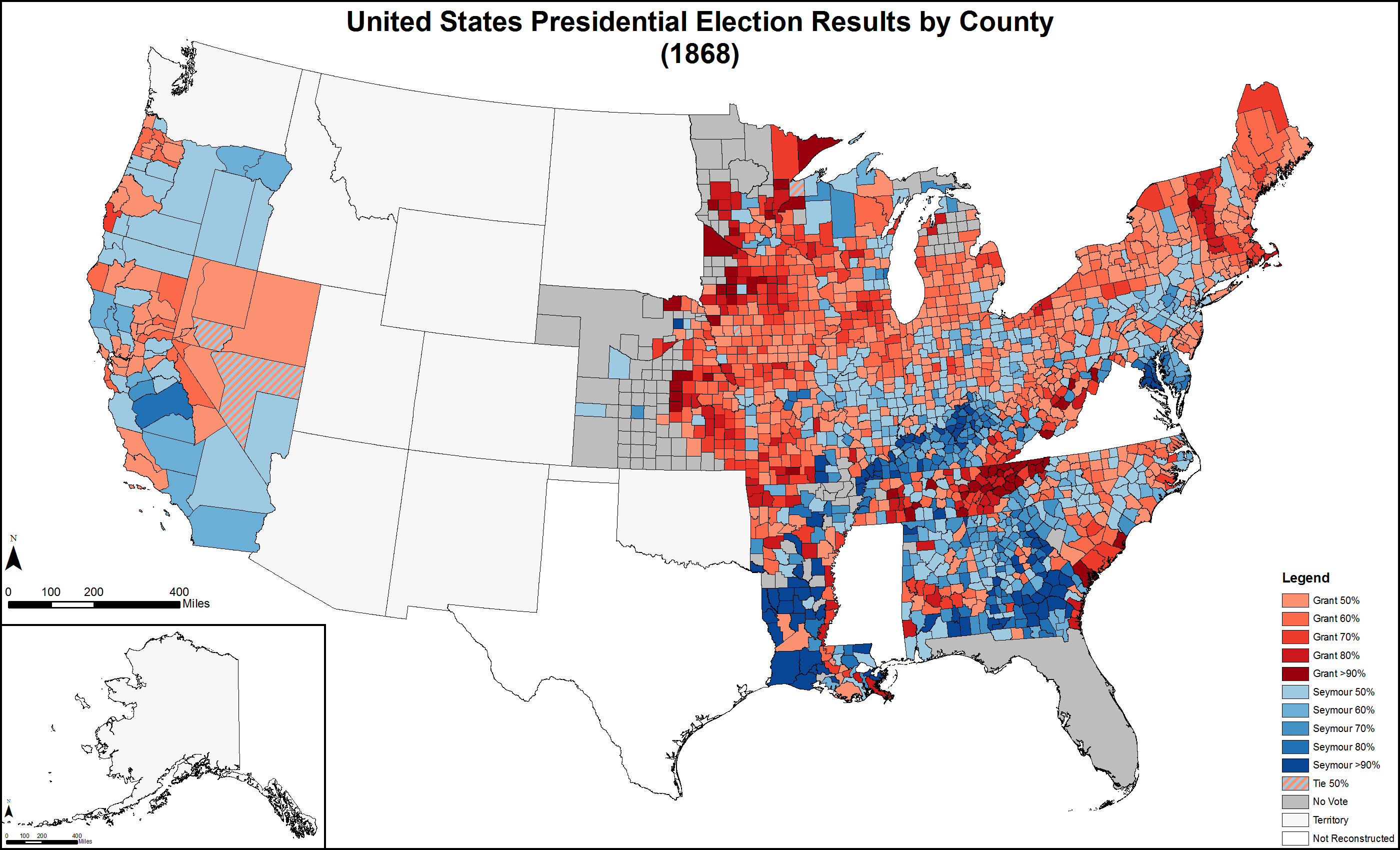
Kết quả theo quận
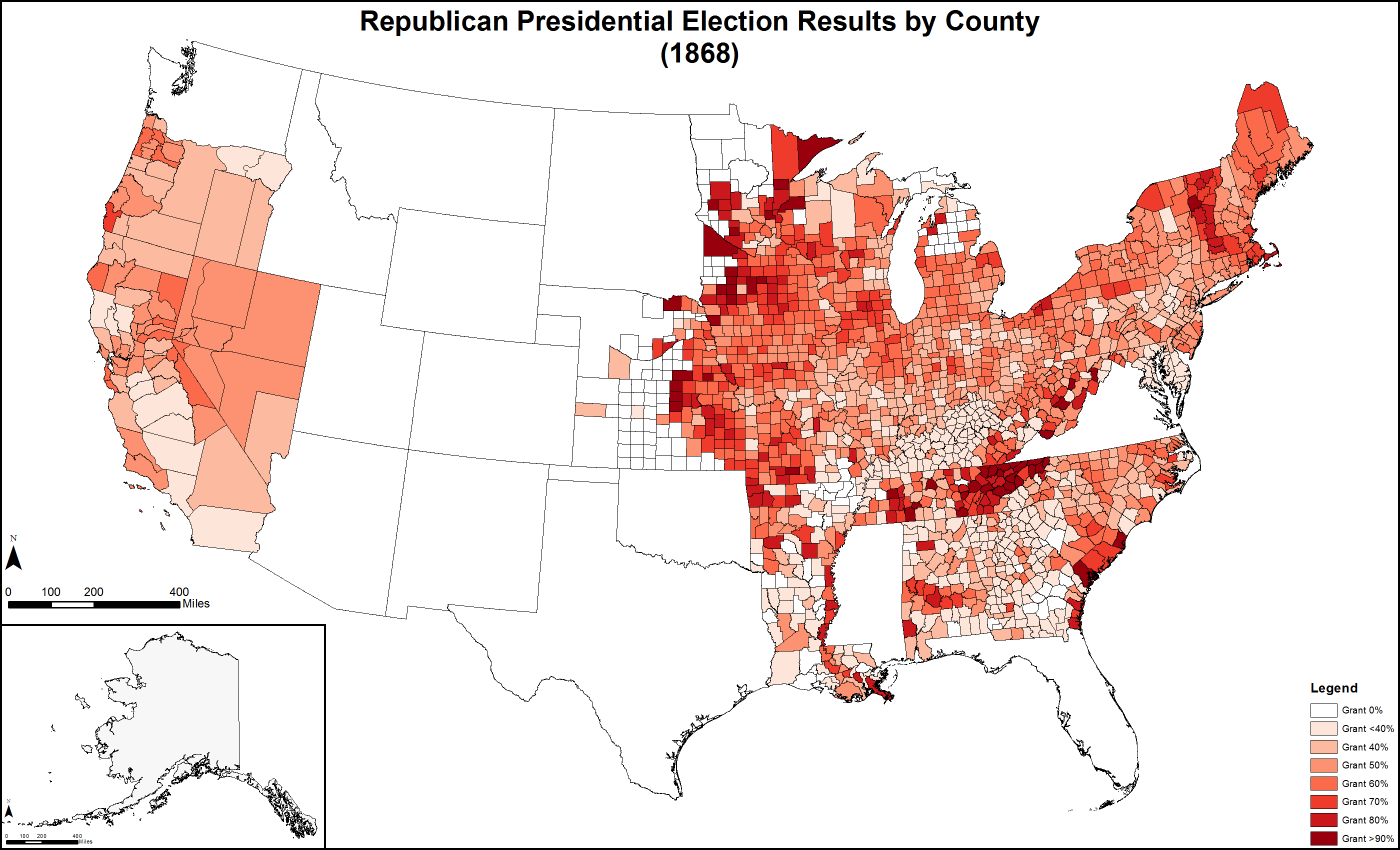
Quận bầu cho Đảng Cộng hòa, được tô sắc theo phần trăm phiếu bầu
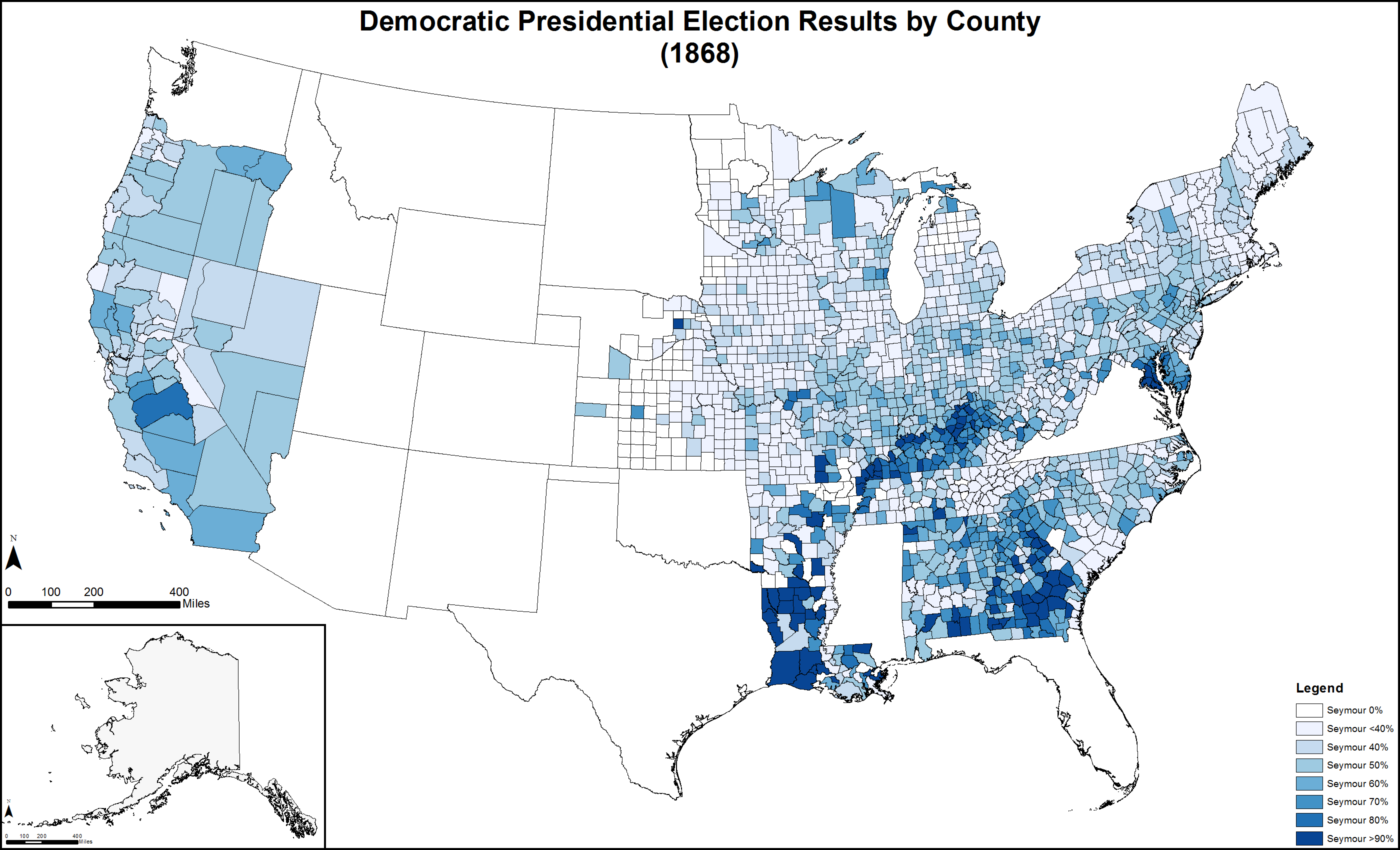
Quận bầu cho Đảng Dân chủ, được tô sắc theo phần trăm phiếu bầu
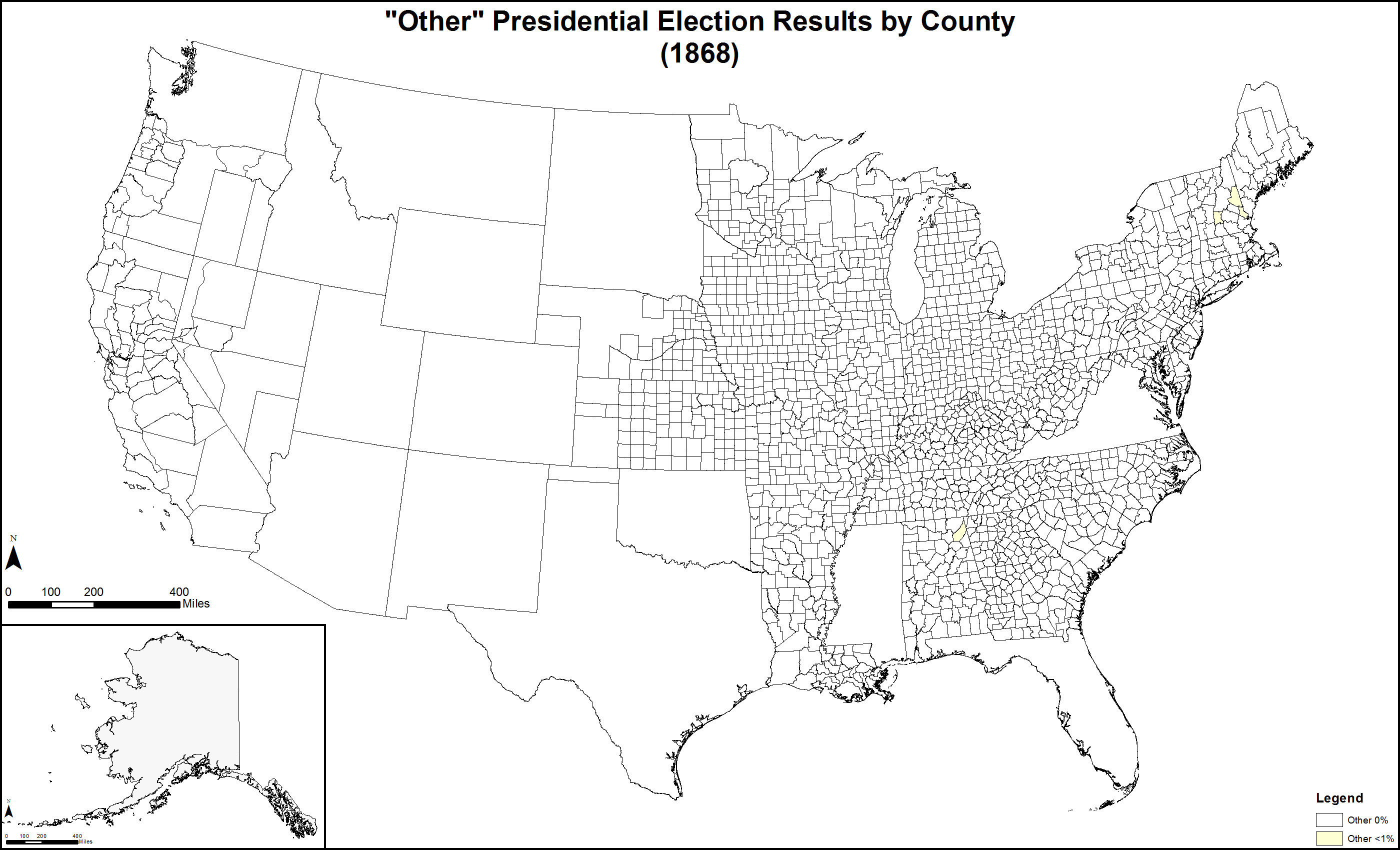
Quận bầu cho ứng cử viên "Khác", được tô sắc theo phần trăm phiếu bầu
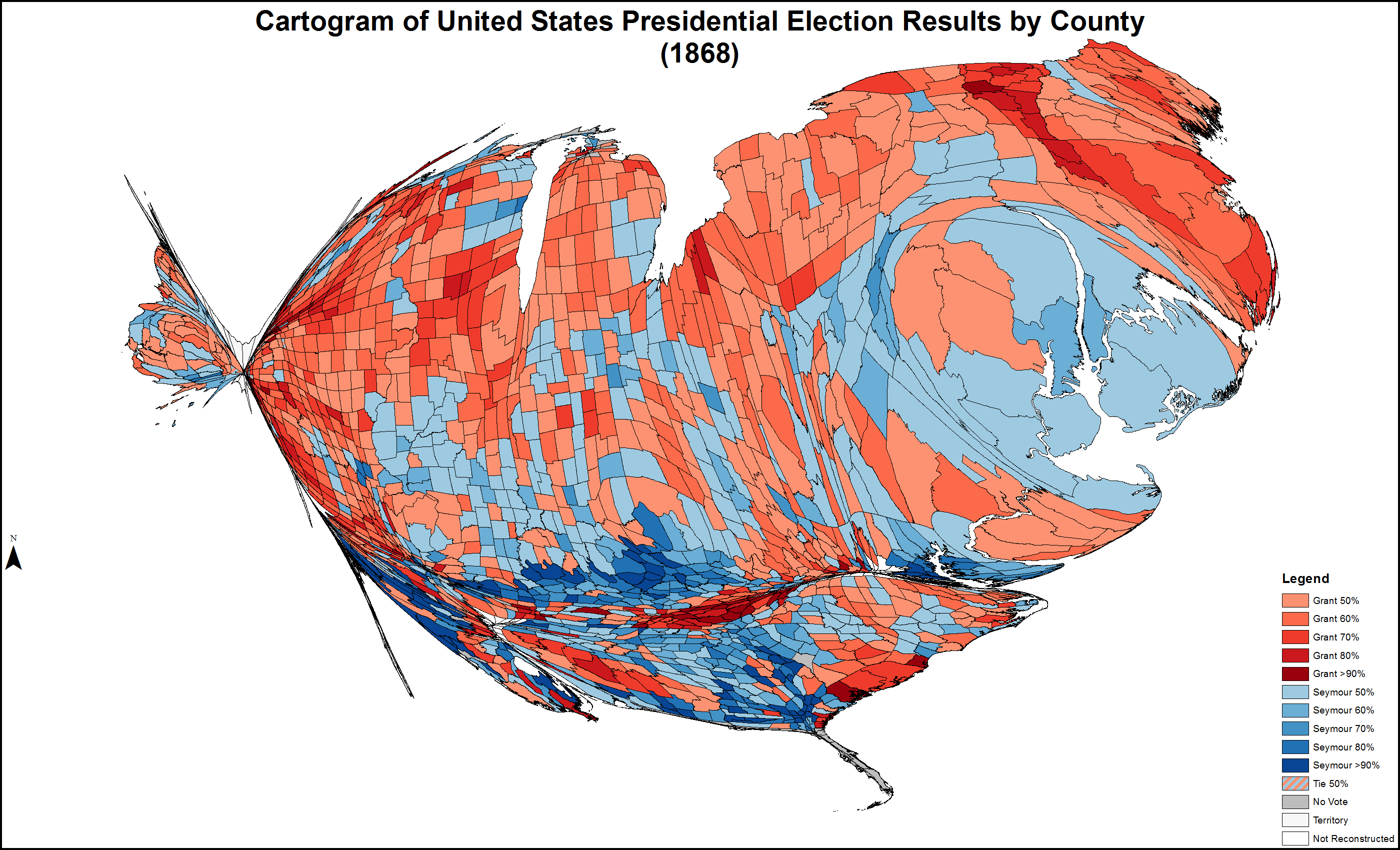
Tích đồ biểu thị kết quả theo quận
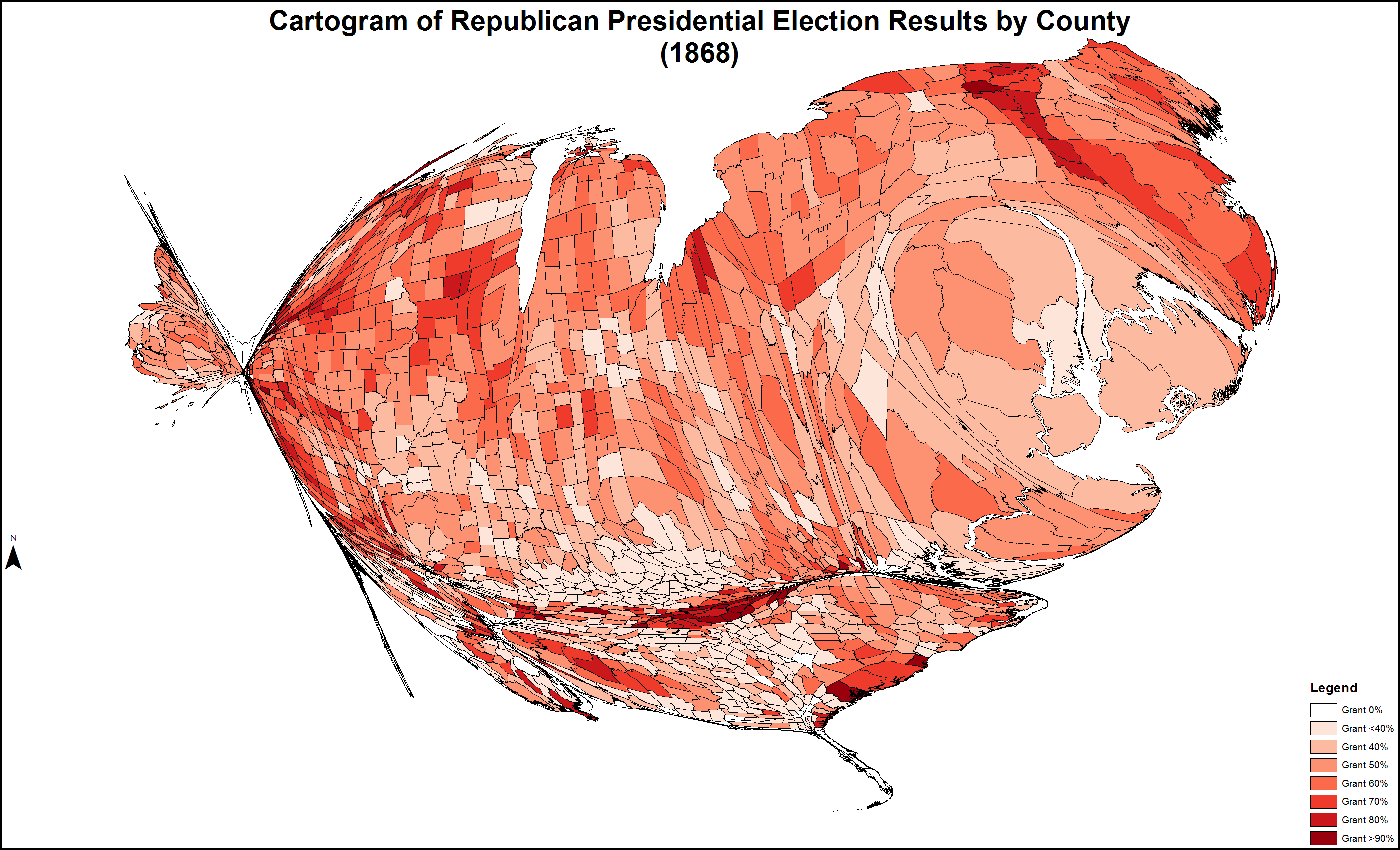
Tích đồ biểu thị Quận bầu cho Đảng Cộng hòa
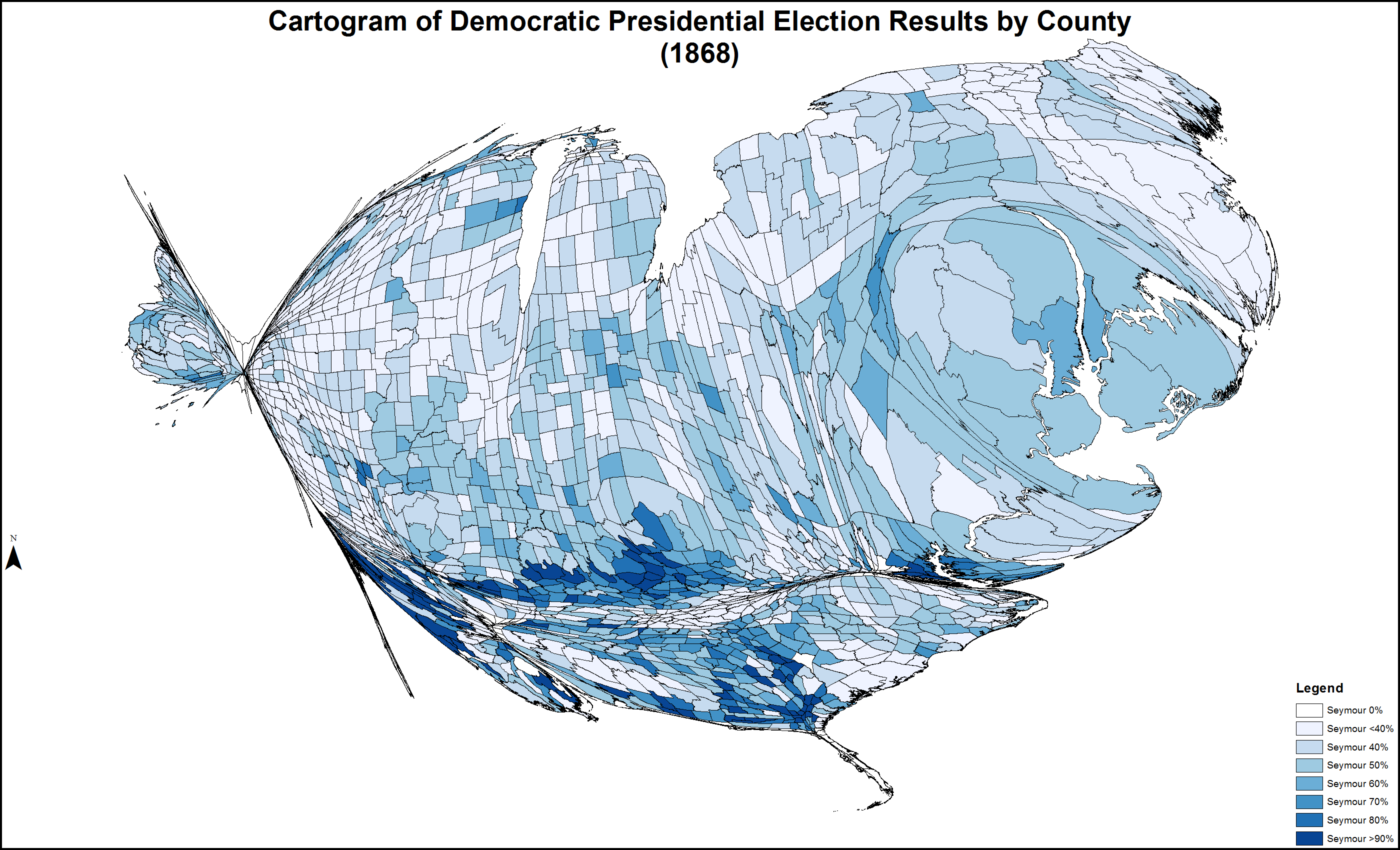
Tích đồ biểu thị Quận bầu cho Đảng Dân chủ
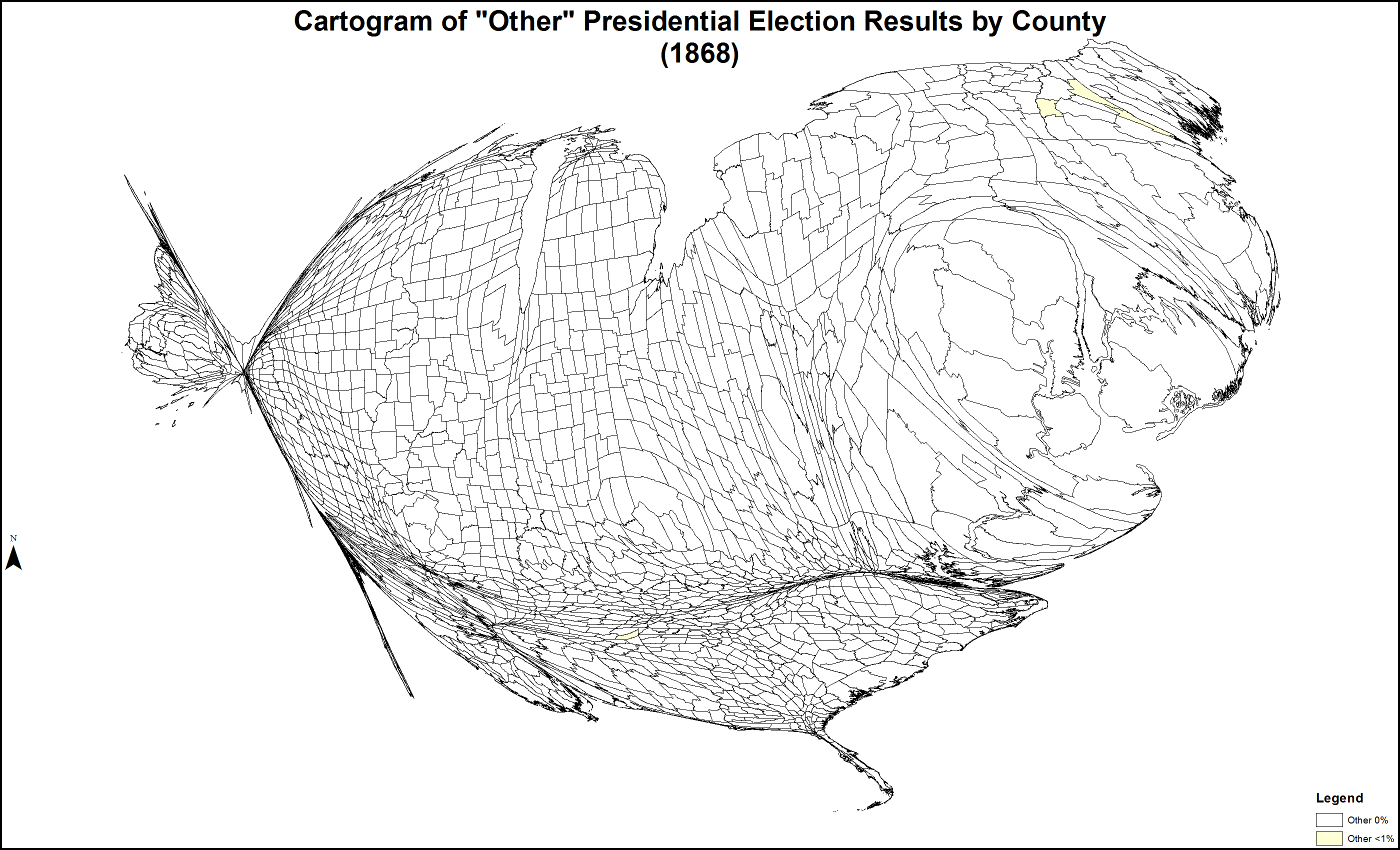
Tích đồ biểu thị Quận bầu cho ứng cử viên "Khác"

### Kết quả theo bang
Nguồn: Dữ liệu từ Walter Dean Burnham, Presidential phiếu, 1836–1892 (Johns Hopkins University Press, 1955) trang 247–57.
| Bang/Quận thắng bởi Seymour/Blair |
| Bang/Quận thắng bởi Grant/Colfax  |

|                |                  | Ulysses S. Grant Cộng hòa | Ulysses S. Grant Cộng hòa | Ulysses S. Grant Cộng hòa | Horatio Seymour Dân chủ | Horatio Seymour Dân chủ | Horatio Seymour Dân chủ | Cách biệt | Cách biệt | Tổng cộng | Tổng cộng |
| State          | phiếu đại cử tri | #                         | %                         | phiếu đại cử tri          | #                       | %                       | phiếu đại cử tri        | #         | %         | #         |           |
| -------------- | ---------------- | ------------------------- | ------------------------- | ------------------------- | ----------------------- | ----------------------- | ----------------------- | --------- | --------- | --------- | --------- |
| Alabama        | 8                | 76,667                    | 51.25                     | 8                         | 72,921                  | 48.75                   | -                       | 3,746     | 2.50      | 149,594   | AL        |
| Arkansas       | 5                | 22,112                    | 53.68                     | 5                         | 19,078                  | 46.32                   | -                       | 3,034     | 7.36      | 41,190    | AR        |
| California     | 5                | 54,588                    | 50.24                     | 5                         | 54,068                  | 49.76                   | -                       | 520       | 0.48      | 108,656   | CA        |
| Connecticut    | 6                | 50,788                    | 51.49                     | 6                         | 47,844                  | 48.51                   | -                       | 2,944     | 2.98      | 98,632    | CT        |
| Delaware       | 3                | 7,614                     | 41.00                     | -                         | 10,957                  | 59.00                   | 3                       | -3,343    | -18.00    | 18,571    | DE        |
| Florida        | 3                | -                         | -                         | 3                         | -                       | -                       | -                       | -         | -         | -         | FL        |
| Georgia        | 9                | 57,109                    | 35.73                     | -                         | 102,707                 | 64.27                   | 9                       | -45,598   | -28.54    | 159,816   | GA        |
| Illinois       | 16               | 250,304                   | 55.69                     | 16                        | 199,116                 | 44.31                   | -                       | 51,188    | 11.38     | 449,420   | IL        |
| Indiana        | 13               | 176,552                   | 51.39                     | 13                        | 166,980                 | 48.61                   | -                       | 9,572     | 2.78      | 343,532   | IN        |
| Iowa           | 8                | 120,399                   | 61.92                     | 8                         | 74,040                  | 38.08                   | -                       | 46,359    | 23.84     | 194,439   | IA        |
| Kansas         | 3                | 30,027                    | 68.82                     | 3                         | 13,600                  | 31.17                   | -                       | 16,427    | 37.65     | 43,630    | KS        |
| Kentucky       | 11               | 39,566                    | 25.45                     | -                         | 115,889                 | 74.55                   | 11                      | -76,323   | -49.10    | 155,455   | KY        |
| Louisiana      | 7                | 33,263                    | 29.31                     | -                         | 80,225                  | 70.69                   | 7                       | -46,962   | -41.38    | 113,488   | LA        |
| Maine          | 7                | 70,502                    | 62.41                     | 7                         | 42,460                  | 37.59                   | -                       | 28,042    | 24.82     | 112,962   | ME        |
| Maryland       | 7                | 30,438                    | 32.80                     | -                         | 62,357                  | 67.20                   | 7                       | -31,919   | -34.40    | 92,795    | MD        |
| Massachusetts  | 12               | 136,379                   | 69.76                     | 12                        | 59,103                  | 30.23                   | -                       | 77,276    | 39.53     | 195,508   | MA        |
| Michigan       | 8                | 128,560                   | 56.98                     | 8                         | 97,060                  | 43.02                   | -                       | 31,500    | 13.96     | 225,620   | MI        |
| Minnesota      | 4                | 43,722                    | 60.88                     | 4                         | 28,096                  | 39.12                   | -                       | 15,626    | 21.76     | 71,818    | MN        |
| Missouri       | 11               | 86,860                    | 56.96                     | 11                        | 65,628                  | 43.04                   | -                       | 21,232    | 13.92     | 152,488   | MO        |
| Nebraska       | 3                | 9,772                     | 63.91                     | 3                         | 5,519                   | 36.09                   | -                       | 4,253     | 27.82     | 15,291    | NE        |
| Nevada         | 3                | 6,480                     | 55.39                     | 3                         | 5,218                   | 44.61                   | -                       | 1,262     | 10.78     | 11,698    | NV        |
| New Hampshire  | 5                | 37,718                    | 55.22                     | 5                         | 30,575                  | 44.76                   | -                       | 7,143     | 10.46     | 68,304    | NH        |
| New Jersey     | 7                | 80,131                    | 49.12                     | -                         | 83,001                  | 50.88                   | 7                       | -2,870    | -1.76     | 163,132   | NJ        |
| New York       | 33               | 419,888                   | 49.41                     | -                         | 429,883                 | 50.59                   | 33                      | -9,995    | -1.18     | 849,771   | NY        |
| North Carolina | 9                | 96,939                    | 53.41                     | 9                         | 84,559                  | 46.59                   | -                       | 12,380    | 6.82      | 181,498   | NC        |
| Ohio           | 21               | 280,167                   | 54.00                     | 21                        | 238,621                 | 46.00                   | -                       | 41,546    | 8.00      | 518,788   | OH        |
| Oregon         | 3                | 10,961                    | 49.63                     | -                         | 11,125                  | 50.37                   | 3                       | -164      | -0.74     | 22,086    | OR        |
| Pennsylvania   | 26               | 342,280                   | 52.20                     | 26                        | 313,382                 | 47.80                   | -                       | 28,898    | 4.40      | 655,662   | PA        |
| Rhode Island   | 4                | 12,993                    | 66.49                     | 4                         | 6,548                   | 33.51                   | -                       | 6,445     | 32.98     | 19,541    | RI        |
| South Carolina | 6                | 62,301                    | 57.93                     | 6                         | 45,237                  | 42.07                   | -                       | 17,064    | 15.86     | 107,538   | SC        |
| Tennessee      | 10               | 56,628                    | 68.43                     | 10                        | 26,129                  | 31.57                   | -                       | 30,499    | 36.86     | 82,757    | TN        |
| Vermont        | 5                | 44,167                    | 78.57                     | 5                         | 12,045                  | 21.43                   | -                       | 32,122    | 57.14     | 56,212    | VT        |
| West Virginia  | 5                | 29,015                    | 58.83                     | 5                         | 20,306                  | 41.17                   | -                       | 8,709     | 17.66     | 49,321    | WV        |
| Wisconsin      | 8                | 108,900                   | 56.25                     | 8                         | 84,703                  | 43.75                   | -                       | 24,197    | 12.50     | 193,603   | WI        |
| TỔNG CỘNG:     | 294              | 3,013,790                 | 52.66                     | 214                       | 2,708,980               | 47.34                   | 80                      | 304,810   | 5.32      | 5,722,440 | US        |

### Tiểu bang sít sao
Màu đỏ biểu thị bang đảng viên Cộng hòa Ulysses S. Grant thắng; Xanh biểu thị bang đảng viên Dân chủ Horatio Seymour thắng.
Các bang có tỷ lệ chiến thắng dưới 1% (8 phiếu đại cử tri)
1. California 0.48% (520 phiếu)
2. Oregon 0.74% (164 phiếu)

Các bang có tỷ lệ chiến thắng dưới 5% (93 phiếu đại cử tri)
1. New York 1.18% (9,995 phiếu)
2. New Jersey 1.76% (2,870 phiếu)
3. Alabama 2.50% (3,746 phiếu)
4. Indiana 2.79% (9,572 phiếu)
5. Connecticut 2.98% (2,944 phiếu)
6. Pennsylvania 4.41% (28,898 phiếu)

Các bang có tỷ lệ thắng dưới 10% (35 phiếu đại cử tri)
1. North Carolina 6.82% (12,380 phiếu)
2. Arkansas 7.37% (3,034 phiếu)
3. Ohio 8.01% (41,546 phiếu)

#### Thống kê
Các quận có tỷ lệ phiếu bầu cao nhất (cho Đảng Cộng hòa)
1. Quận Hancock, Tennessee (bài viết) 100.00%
2. Quận Monona, Iowa (bài viết) 100.00%
3. Quận Ottawa, Kansas (bài viết) 100.00%
4. Quận Jefferson, Nebraska (bài viết) 100.00%
5. Quận McDowell, West Virginia (bài viết) 100.00%

Các quận có tỷ lệ phiếu bầu cao nhất (cho Đảng Dân chủ)
1. Quận St. Landry, Louisiana (bài viết) 100.00%
2. Quận Lafayette, Louisiana (bài viết) 100.00%
3. Quận Jackson, Louisiana (bài viết) 100.00%
4. Quận De Soto, Louisiana (bài viết) 100.00%
5. Quận Franklin, Louisiana (bài viết) 100.00%

Các quận có tỷ lệ phiếu bầu cao nhất (cho ứng cử viên Khác)
1. Quận DeKalb, Alabama (bài viết) 0.70%
2. Quận Sullivan, New Hampshire (bài viết) 0.11%
3. Quận Strafford, New Hampshire (bài viết) 0.09%
4. Quận Carroll, New Hampshire (bài viết) 0.02%